# Філяковське Коваче
Філяковське Коваче (словац. Fiľakovské Kováče) — село, громада округу Лученець, Банськобистрицький край, центральна Словаччина, регіон Новоград. Кадастрова площа громади — 11,42 км².
Населення 926 осіб (станом на 31 грудня 2017 року).

## Історія
Філяковське Коваче згадується в 1246 році.

## Населення
| Рік:            | 1994. | 2004.   | 2014.   | 2024.   |
| --------------- | ----- | ------- | ------- | ------- |
| Кількість осіб: | 880   | 898     | 915     | 918     |
| Різниця:        |       | +2,04 % | +1,89 % | +0,32 % |

| Рік:            | 2023. | 2024.   |
| --------------- | ----- | ------- |
| Кількість осіб: | 904   | 918     |
| Різниця:        |       | +1,54 % |